# Cratere Concord
Concord  è un cratere sulla superficie di Marte.